# Hyperolius raveni
Hyperolius raveni és una espècie de granota de la família dels hiperòlids que viu a la frontera entre Ruanda i la República Democràtica del Congo.